# Міхаловиці-Весь
Міхаловиці-Весь (пол. Michałowice-Wieś) — село в Польщі, у гміні Міхаловіце Прушковського повіту Мазовецького воєводства.
Населення — 425 осіб (2011).
У 1975-1998 роках село належало до Варшавського воєводства.

## Демографія
Демографічна структура станом на 31 березня 2011 року:
|          | Загалом | Допрацездатний вік | Працездатний вік | Постпрацездатний вік |
| -------- | ------- | ------------------ | ---------------- | -------------------- |
| Чоловіки | 207     | 67                 | 135              | 5                    |
| Жінки    | 218     | 61                 | 124              | 33                   |
| Разом    | 425     | 128                | 259              | 38                   |